# برتران بلیه
برتران بلیه (فرانسوی: Bertrand Blier‎؛ ۱۴ مارس ۱۹۳۹ – ۲۰ ژانویهٔ ۲۰۲۵) کارگردان و فیلم‌نامه‌نویس اهل فرانسه بود. وی از سال ۱۹۵۹ میلادی تا پایان عمر، مشغول فعالیت بوده‌است.

## درگذشت
بلیه در ۲۰ ژانویهٔ ۲۰۲۵، در سن ۸۵ سالگی درگذشت.

## فیلم‌شناسی
- مکان رفتن (۱۹۷۴)
- دستمال‌های خود را آماده کنید (۱۹۷۸)
- ناپدری (۱۹۸۱)
- دوست‌دختر رفیقم (۱۹۸۳)
- زیادی برات خوشگله (۱۹۸۹)
- لباس شب (۱۹۸۶)
- ۱، ۲، ۳، خورشید (۱۹۹۳)
- مرد من (۱۹۹۶)
- بازیگران (۲۰۰۰)
- کتلت‌ها (۲۰۰۳)
- چقدر منو دوست داری؟ (۲۰۰۵)
- صدای یخ (۲۰۱۰)